# Merzfeld
Merzfeld ist ein Ortsteil im Stadtteil Katterbach in Bergisch Gladbach.

## Geschichte
Der Siedlungsname Merzfeld geht aus der gleichnamigen Gewannenbezeichnung hervor, die das Urkataster im Bereich der heutigen Straße Im Merzfeld verzeichnet.

## Etymologie
Die Bedeutung des Bestimmungswortes Merz kann nicht eindeutig geklärt werden. Es kann sich um den Personennamen Mertes handeln, der mundartlich auch für den Vornamen Martin Verwendung findet. Andere Herleitungen ergeben sich aus der Berufsbezeichnung Merzler (= Krämer, Händler) und vom keltischen marcos (= Grenze).